# トゥーン・バイレフェルト
トゥーン・バイレフェルト（Teun Bijleveld、1998年5月27日 - ）は、オランダ・アムステルフェーン出身のサッカー選手。ローダJC所属。ポジションはMF。

## 経歴
SVウーデルケルクとAZアルクマールで育成され、2016-17シーズン、AZのリザーブチームであるヨングAZに昇格した。2017年にAZを離れ、ヨング・アヤックスへと加入した。プロデビューは2017年8月18日のSCカンブール・レーワルデン戦で、後半27分アゾル・マトゥシワとの交代だった。
2019年6月21日、ヘラクレス・アルメロと3年契約を交わした。